# Střípek malachitu
Střípek malachitu je román s prvky společenské prózy, jehož autorem je Zdeněk Hanka, český spisovatel žijící v Kanadě. V příběhu o síle lásky, moci peněz a tíze svědomí se střetávají osudy bezdomovců a život bohatého právníka a jeho krásné ženy.

## Hlavní postavy
- Alan Bort – bohatý a úspěšný právník
- Gina Bortová – Alanova manželka
- Simon Herbert, zvaný Hrbáč – kdysi uznávaný hudebník, později bezdomovec
- Jerry, Pixi, Rob, Wiki, Mína – skupina bezdomovců
- Louisa – služebná Bortových
- Ernesto – přítel Alana, majitel velké obchodní společnosti

## Děj
Alan Bort a jeho krásná manželka Gina žijí v luxusní vile na pobřeží moře. Alan je úspěšný právník a Gina dříve vystudovala architekturu. Gina slaví své třicáté narozeniny. Od svého manžela obdrží dárek, zelený vůz značky Daihatsu. Poznamenaná autonehodou z dětství se k řízení staví ostýchavě. Má však z automobilu radost a chce tento strach překonat.
Jednoho dne při couvání z parkoviště u obchodního domu srazí a usmrtí spícího bezdomovce. Vše si uvědomí až při pohledu do zpětného zrcátka a ve strachu z místa nehody ujede. Nechce si připustit, že způsobila smrt člověka a doufá, že její vina nebude odhalena. Událost tají před Alanem i před služebnou Louisou. Alan však na základě informací ze zpravodajství a dalších drobných důkazů zjistí, že nehodu způsobila právě Gina.
Ve snaze Ginu ochránit využije Alan svých znalostí zákona a začne ovlivňovat svědky s úmyslem zahladit vinu své ženy a docílit závěru, že pachatel je neznámý. Tvrdě však narazí na opačný proud touhy po spravedlnosti ze skupiny bezdomovců, mezi něž Hrbáč patřil. Jakmile Jerry, Pixi, Rob, Wiki a Mína vytuší Alanův záměr, začnou po něm vyžadovat odškodnění. Alan se tak dostane do začarovaného kruhu, z něhož není východisko. Přijde o velkou částku peněz i o své klienty. Mezitím se Gina sama vyrovnává se svým svědomím.
Alan se vlivem vývoje událostí dostane do situace, kdy nemá finanční ani materiální jistotu a rovněž nemá naději na návrat do kruhu společnosti, v níž se dříve pohyboval. Nezbude mu jiná možnost, než požádat o pomoc starého přítele Ernesta, kterému kdysi pomohl vyhrát právní spor. Ernesto řešení vymyslí, jeho praktiky však nejsou vždy čisté. Řízením osudu sám spadne do pasti a je odhalen policií při trestném činu.   

### Externí odkazy
- Střípek malachitu v Databázi knih
- Vaše literatura: Recenze knihy Střípek malachitu
- Kultura21: Rozhovor o knize Střípek malachitu